# Фигель, Войцех
Войцех Фигель (пол. Wojciech Figiel; 24 марта 1950, Сосновец) — польский рабочий, активист антикоммунистического протестного движения, в 1981 — председатель профкома Солидарности на шахте «Сосновец». Стал широко известен осенью 1981, при жёстком конфликте шахтёров с властями ПНР. Интернирован при военном положении. После освобождения эмигрировал в США.

## Рабочий
Родился в рабочей семье. После школы поступил в техникум, но оставил учёбу из-за тяжёлого материального положения. Работал на чугуноплавильном заводе в Катовице, предприятиях коммунхоза в Сосновце, обувной фабрике в Слупске. В 1973, отслужив в армии, поступил на угольную шахту в Мысловице. С 1978 — горняк шахты «Сосновец».
Войцех Фигель придерживался антикоммунистических взглядов, был противником правящей компартии ПОРП. Вместе с друзьями распространял на шахте листовки КОС—КОР.

## Активист «Солидарности»

### Председатель профкома
В августе 1980 массовое забастовочное движение вынудило руководство ПОРП и правительство ПНР согласиться на создание независимого профсоюза Солидарность. Войцех Фигель активно участвовал в забастовках силезских шахтёров, возглавил комитет «Солидарности» на своей шахте.
Катовицкое воеводство, к которому принадлежал Сосновец, отличалось особенным накалом противостояния между ПОРП и «Солидарностью». Первый секретарь воеводского комитета ПОРП Анджей Жабиньский, Катовицкий воевода Генрик Лихось, воеводский комендант милиции Ежи Груба, начальник воеводской Службы безопасности Зыгмунт Барановский принадлежали к «партийному бетону». С другой стороны, лидер профцентра Анджей Розплоховский принадлежал к «фундаменталистам „Солидарности“». Войцех Фигель и его комитет стояли на той же позиции.
Лето 1981 года было отмечено в Польше всплеском протестного движения, демонстраций и забастовок. 7 августа 1981 Войцех Фигель возглавил предупредительную забастовку на шахте «Сосновец». Забастовщики блокировали (закрыли в конференц-зале) администрацию предприятия, членов комитета ПОРП и официального профсоюза, взяли на себя поддержание порядка, сняли с ворот шахты изображение красной звезды, символизирующее союз ПНР с СССР. Возник серьёзный конфликт, было возбуждено уголовное дело. Фигель и семь других активистов были привлечены к суду по обвинениям в «насильственном задержании представителей власти» и «оскорблении символики дружественного государства». На шахте и в городе прошли митинги в поддержку активистов.

### Провокация и протест
Рассмотрение дела было назначено на 27 октября 1981. Однако заседание не состоялось — судья сказался больным. Утром того же дня неизвестные распылили у ворот шахты тетрагидротиофен — не опасное для жизни, но отравляющее вещество. Более шестидесяти человек — в основном шахтёры, также несколько женщин и детей — попали в больницы. Инцидент был воспринят однозначно — как месть за события 7 августа. Расследовать не удалось по сей день, наиболее распространённые версии — спецгруппа СБ майора Перека либо сталинисты KFP доктора Волчева (те и другие перекладывали друг на друга).
Провокация с отравлением вызвала возмущение в городе и стране. 28 октября несколько предприятий объявили забастовочную готовность. Ситуация напоминала Быдгощский март, когда избиение активистов «Солидарности» привело к многомиллионной забастовке. Осенью положение в стране было уже иным, нависала тень скорого военного насилия, и протесты не приняли всеобщего характера. Но шахта «Сосновец» бастовала в течение семнадцати дней. Во главе забасткома вновь стоял Войцех Фигель. Несколько крупных предприятий объявили забастовочную готовность.
Забастовщики требовали расследовать провокацию и отстранить воеводу Лихося. Предварительные переговоры с забастовочным комитетом провели Лихось и заместитель министра горнодобычи Мариан Густек. Затем подключились министр по делам профсоюзов Станислав Чосек, министр горнодобычи Чеслав Пиотровский, председатель «Солидарности» Лех Валенса. Все они обещали тщательное расследование и уговаривали прекратить забастовку. 12 ноября 1981 акция протеста завершилась по настоятельной просьбе Валенсы. Соглешение подписали председатель профкома Фигель и министр Пиотровский.

### Отмеченное значение
События на шахте «Сосновец» и деятельность Войцеха Фигеля были замечены в СССР. Обличающую его статью в «Литературной газете» написал связанный с КГБ глава Московского отделения Союза писателей СССР, участник разгрома литературного альманаха «Метрополь» Феликс Кузнецов. Демонстрируя пренебрежительный тон, он называл Войцеха уменьшительным именем Войчек и делал недвусмысленный намёк, будто за молодым активистом стоят более влиятельные «экстремисты» (типа Яна Рулевского, Мариана Юрчика, Яцека Куроня). Однако выражалась серьёзная обеспокоенность в связи с появлением у «Солидарности» рабочих патрулей — «групп наведения порядка». В статье, вопреки очевидности, утверждалось, будто эти «польские хунвейбины» якобы «принуждают к забастовкам». Тенденция связывалась с шахтой «Сосновец» и лично Войчеком Фигелем. При этом об уголовном преследовании активистов, распылении отравляющего вещества, госпитализации десятков людей не говорилось ни слова.
Конфликт на шахте «Сосновец» явился преддверием драматичных событий, важной пробой сил между «Солидарностью» и «бетоном». Это значение в полной мере обнаружилось месяц спустя.

## Преследование и эмиграция
13 декабря 1981 в Польше было введено военное положение. Многие активисты «Солидарности» подверглись репрессиям. Войцех Фигель интернирован в первую же ночь.
В течение года Фигель содержался в различных лагерях. Освобождён 23 декабря 1982. Находился под наблюдением СБ, подвергался профилактированию, вызывался на допросы. В августе 1983, уже после отмены военного положения, эмигрировал в США. Сменил несколько рабочих профессий, проживает в штате Коннектикут.
Столкновение на шахте «Сосновец» летом-осенью 1981 года, имя и роль Войцеха Фигеля известны в современной Польше. В октябре 2021 в Сосновце торжественно отмечался 40-летний юбилей событий, выступали официальные лица, был открыт памятный знак.

## Награды
- Кавалер ордена Возрождения Польши (7 июня 2013 года)[12]